# Русский оркестр В. В. Андреева
Русский оркестр В. В. Андреева — первый в истории России оркестр русских народных инструментов, основателем которого является выдающийся преобразователь русской народной музыкальной культуры, музыкант-патриот Василий Васильевич Андреев. В настоящее время именуется как Государственный академический русский оркестр имени В. В. Андреева.

## История

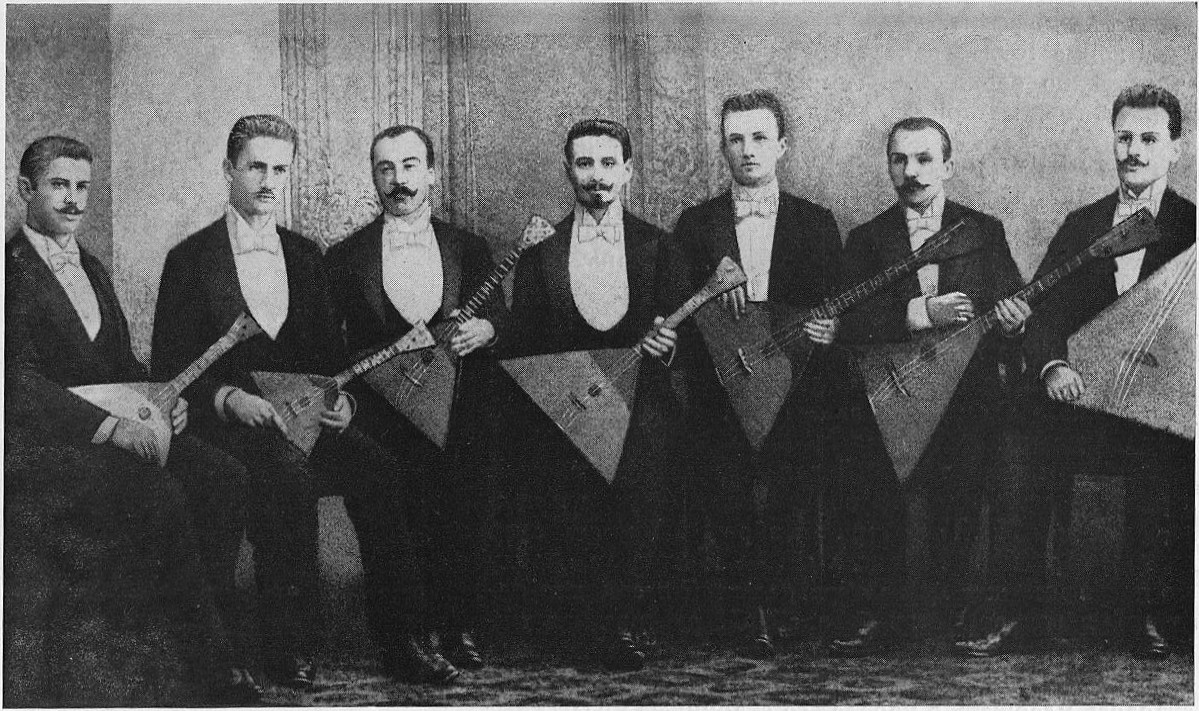
Кружок любителей игры на балалайках в 1894 году. В. В. Андреев в центре

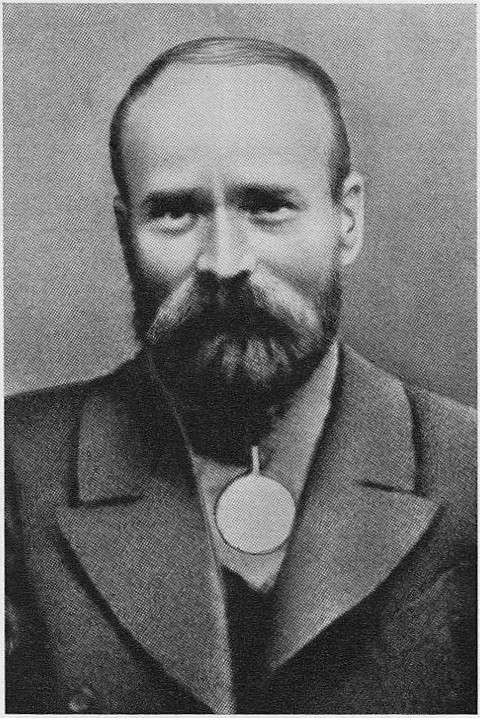
Налимов Семён Иванович (1857—1916) — музыкальный мастер-самородок разработавший семейство домр и щипковые гусли для андреевского оркестра, с которым проработал 26 лет

### 1888—1918
Первый этап с 1888 по 1918 год назван «андреевским», во время которого руководителем оркестра являлся его основатель. Это время становления, утверждения оркестра как самостоятельного и полноценного музыкального коллектива, значимого явления в русской музыкальной культуре.
В начале своего развития оркестр В. В. Андреева представлял собой «Кружок любителей игры на балалайках». Состав кружка на момент его первого выступления: Ф. Реннике, А. Паригорин, А. Волков, Н. Штибер, А. Эльман (пианист), В. Андреев, Д. Фёдоров, А. Соловьёв, В. Панченко.
Великорусским оркестром коллектив В. В. Андреева начал именоваться с осени 1896 года и состоял он тогда из 14-ти музыкантов:
- Балалайка дискант — Н. В. Чороков.
- Балалайка прима — В. В. Андреев, В. А. Лидин, В. Б. Ленгрен.
- Балалайка секунда — Н. П. Фомин, Н. М. Варфоломеев.
- Балалайка альт — А. В. Паригорин.
- Балалайка бас — А. С. Шевелев, В. А. Веселаго.
- Балалайка контрабас — В. Т. Насонов, А. С. Мартынов.
- Гусли щипковые — Н. И. Привалов.
- Домра дискант — Д. М. Пыжов.
- Домра альт — П. П. Каркин (наст. фам. Каркияйнен[2]).

Первый публичный концерт кружка состоялся 20 марта 1888 года в зале Городского кредитного общества, а концерт обновлённого кружка — Великорусского оркестра — в зале Дворянского собрания (ныне Санкт-Петербургская филармония) 11 января 1897 года.
Значительным событием этого периода является концерт, проходивший 2 апреля 1913 года в Мариинском театре, и данный оркестром по случаю своего 25-летия. На нём присутствовали многие высокопоставленные гости, среди которых были депутаты Государственной Думы, а также сам Император Николай II со своей семьей. Вот как обратился после этого концерта к В. В. Андрееву его друг и соратник Фёдор Шаляпин:

Дорогой Василий Васильевич! Ты пригрел у своего доброго, тёплого сердца сиротинку балалайку. От твоей заботы, любви она выросла в чудесную русскую красавицу, покорившую своей красотой весь мир.
В. В. Андреев получает чин надворного советника. Через год, с марта 1914-го, оркестр становится «Императорским Великорусским оркестром», а В. В. Андреев носит звание «Солиста его Императорского Величества».

### 1918—1941
Второй этап начался после смерти В. В. Андреева в 1918 году и продолжался до начала Великой Отечественной войны. Наибольшим достижением этого периода стала работа оркестра в Ленинградской филармонии.

### 1941—1980-е
Третий этап охватывает существование оркестра в военные и послевоенные годы. Происходит дальнейший художественный рост коллектива, его сотрудничество c выдающимися солистами и дирижёрами, ленинградскими композиторами.

## Руководители
- 1888—1918 — Андреев Василий Васильевич (1861—1918).
- 1918—1919 — Фомин Николай Петрович (1869—1943).
- 1919—1934 — Ниман Фёдор Августович (1860—1936).
- 1936—1937 — Грикуров Эдуард Петрович (1907—1982).
- 1941—1945 — Элиасберг Карл Ильич (1907—1978).
- 1945—1948 — Селицкий Николай Модестович.
- 1948—1951 — Ельцин Сергей Витальевич (1897—1970).
- 1951—1955 — Михайлов Авенир Васильевич (1914—1983).
- 1951 — Нечепоренко Павел Иванович (1916—2009).
- 1955—1958 — Александров Анатолий Яковлевич (1916—1980).
- 1959—1971 — Дониях Георгий Анатольевич (1914—1976).
- 1973—1975 — Калентьев В. В.
- 1977—1984 — Попов, Владимир Павлович (1945—2025).
- 1985—1986 — Мартынов Равиль Энверович (1946—2004).
- с 1986 года — Хохлов Дмитрий Дмитриевич (1946 г.р.).

## Участники оркестра
- Фокин Михаил Михайлович (1880—1942) — домра.
- Трояновский Борис Сергеевич (1883—1951) — балалаечник-солист.
- Чагадаев Александр Сергеевич (1889—1939) — балалаечник-солист.
- Осипов Николай Петрович (1901—1945) — балалаечник.
- Данилов, Михаил Александрович (участие в 1968—1970) — балалаечник.
- Дыхов А. М.

## Хронология названий
- 1888—1896 — Кружок любителей игры на балалайках.
- 1896—1913 — Великорусский оркестр.
- 1913—1917 — Императорский Великорусский оркестр.
- 7 марта 1917—1921 — Первый народный великорусский оркестр имени В. В. Андреева.
- 23 мая 1921—1929 — Государственный Великорусский оркестр имени В. В. Андреева.
- 1929—1936 — Государственный оркестр русских народных инструментов имени В. В. Андреева.
- 17 мая 1936 — август 1941 — Государственный оркестр русских народных инструментов имени В. В. Андреева Ленинградской филармонии.
- 1942—1951 — Оркестр народных инструментов Ленинградского Радиокомитета.
- 1951—1961 — Оркестр народных инструментов имени В. В. Андреева Ленинградского Радиокомитета.
- с 1961 года — Русский народный оркестр имени В. В. Андреева[3].

## Награды
- Почётный диплом Законодательного Собрания Санкт-Петербурга (22 марта 2023 года) — за значительный вклад в развитие культуры и искусства в Санкт-Петербурге, а также в связи со 135-летием со дня основания[4].